# Karperí
Karperí (Karperi) är en ort i Grekland.   Den ligger i prefekturen Nomós Serrón och regionen Mellersta Makedonien, i den norra delen av landet, 400 km norr om huvudstaden Aten. Karperí ligger 29 meter över havet och antalet invånare är 837.
Terrängen runt Karperí är platt åt nordost, men åt sydväst är den kuperad. Runt Karperí är det ganska tätbefolkat, med 62 invånare per kvadratkilometer. Närmaste större samhälle är Irákleia, 5,9 km norr om Karperí. Trakten runt Karperí består till största delen av jordbruksmark.